# Чи боїшся ти темряви?
«Чи боїшся ти темряви?» (англ. Are You Afraid of the Dark?) — канадсько-американський фантастичний телесеріал, виготовлений компанією Cinar і телеканалом Nickelodeon. Серіал-антологія заснований на міських легендах та інших страшних вигаданих історіях. Автори оригінальної ідеї серіалу — Ді Джей Макгейл (D. J. MacHale) і Нед Кендл (Ned Kandel), які на замовлення телеканалу Nickelodeon зняли кілька перших епізодів у Канаді, Монреалі, Річмонді та в їхніх передмістях.
Пілотний епізод «Історія про Кривий Кіготь» (англ. The Tale of the Twisted Claw) було показаний у Канаді на Хелловін, у жовтні 1990 року, а за рік, 31 жовтня 1991 року, відбулася прем'єра серіалу в США. У Канаді (1990—1996, 1999—2000) серіал виходив на телеканалі YTV, у США (1992—1996) — в ефірі телепроєкту SNICK (підрозділ компанії Nickelodeon), а в Україні — 2000 року на телеканалі ТЕТ.
Серіал мав комерційний успіх та схвальні відгуки критиків і глядачів, отримав багато нагород. У продовженні 1999 року (6-7 сезони) залишився лише один персонаж оригінального серіалу 1990—1996 років. У 2019 році серіал було відновлено, він отримав має наскрізний сюжет і частково пов'язаний з попередніми сезонами.

## Синопсис
Група дітей під назвою «Товариство опівнічників» (The Midnight Society) щотижня вночі збирається в таємному місці в лісі біля багаття, і по черзі розповідають одне одному страшні історії. Розповіді дітей моторошні, але не надто страшні та з часткою гумору. Основні теми «жахалок» — будинки з привидами, містичні злочинці та монстри, які живуть поряд з нами, та інші «темні» речі.

## Список епізодів
| Сезон | Сезон | Епізоди | Прем'єрний показ | Прем'єрний показ  | Прем'єрний показ             |
| Сезон | Сезон | Епізоди | Початок          | Закінчення        | Мережа                       |
| ----- | ----- | ------- | ---------------- | ----------------- | ---------------------------- |
|       | 1     | 13      | 25 жовтня 1991   | 21 листопада 1992 | YTV Nickelodeon              |
|       | 2     | 13      | 19 червня 1993   | 2 жовтня 1993     | YTV Nickelodeon              |
|       | 3     | 13      | 8 січня 1994     | 16 квітня 1994    | YTV Nickelodeon              |
|       | 4     | 13      | 1 жовтня 1994    | 21 січня 1995     | YTV Nickelodeon              |
|       | 5     | 13      | 7 жовтня 1995    | 3 лютого 1996     | YTV Nickelodeon              |
|       | 6     | 13      | 6 лютого 1999    | 15 травня 1999    | Family Channel (Nickelodeon) |
|       | 7     | 13      | 2 квітня 2000    | 11 червня 2000    | Family Channel (Nickelodeon) |
|       | 8     | 3       | 11 жовтня 2019   | 25 жовтня 2019    | Nickelodeon                  |

## Основні персонажі та актори

### Члени «Товариства опівнічників»
| Персонажі                             | Актори             | Примітки                                                        |
| ------------------------------------- | ------------------ | --------------------------------------------------------------- |
| «Товариство опівнічників» (1991—1996) |                    |                                                                 |
| Гарі                                  | Росс Галл          | Також з'явився у «Казці про срібний приціл» (3 серії 2000 року) |
| Бетті Енн                             | Рейн Паре-Коул     |                                                                 |
| Кікі                                  | Джоді Рестер       |                                                                 |
| Френк Мур                             | Джейсон Алішаран   | 1991—1995                                                       |
| Такер                                 | Даніель ДеСанто    | 1993—1996, також 1999—2000                                      |
| Саманта                               | ДжоАнна Гарсія     | 1993—1996                                                       |
| Крістен                               | Рашель Бланшар     | 1991—1993                                                       |
| Девід                                 | Натаніель Моро     | 1991—1993                                                       |
| Стіґ                                  | Коді Вілбі         | 1995—1996                                                       |
| Ерік                                  | Джейкоб Тірні      | 1991—1992                                                       |
| «Товариство опівнічників» (1999—2000) |                    |                                                                 |
| Квін                                  | Карім Блеквел      |                                                                 |
| Меґан                                 | Еліша Катберт      |                                                                 |
| Вендж                                 | Ванесса Ленгіс     |                                                                 |
| Такер                                 | Даніель ДеСанто    | Також 1993—1996                                                 |
| Енді                                  | Девід Дево         |                                                                 |
| «Товариство опівнічників» (2019)      |                    |                                                                 |
| Рейчел Карпентер                      | Ліліана Рей        |                                                                 |
| Акіко Ямато                           | Мія Чех            |                                                                 |
| Гевін Коскареллі                      | Сем Еш Арнольд     |                                                                 |
| Грем Реймі                            | Джеремі Рей Тейлор |                                                                 |
| Луїза Фульчі                          | Тамара Смарт       |                                                                 |

## Нагороди і номінації
| Рік  | Нагорода            | Організація                                  | Категорія                                                                    | Номінанти | Результат |
| ---- | ------------------- | -------------------------------------------- | ---------------------------------------------------------------------------- | --- | --------- |
| 1997 | Gemini              | Gemini Awards                                | Best Youth Program or Series                                                 | Micheline Charest, D.J. MacHale | Номінація |
| 1997 | Gemini              | Gemini Awards                                | Best Direction in a Dramatic or Comedy Series                                | David Winning | Номінація |
| 1997 | Gemini              | Gemini Awards                                | Best Writing in a Children's or Youth Program                                | Scott Peters | Номінація |
| 1996 | Gemini              | Gemini Awards                                | Best Children's Program or Series                                            | Micheline Charest, D.J. MacHale | Перемога  |
| 1996 | Image Award         | Image Awards (NAACP)                         | Outstanding Animated/Live-Action/Dramatic Youth or Children's Series/Special | | Номінація |
| 1996 | Young Artist Award  | Young Artist Awards                          | Best Performance by a Young Ensemble — Television                            | | Номінація |
| 1995 | Gemini              | Gemini Awards                                | Best Direction in a Dramatic or Comedy Series                                | D.J. MacHale | Номінація |
| 1995 | Gemini              | Gemini Awards                                | Best Writing in a Children's or Youth Program or Series                      | David Preston | Номінація |
| 1995 | CableACE            | CableACE Awards                              | Children's Special — 7 and Older                                             | D.J. MacHale (executive producer/director), Micheline Charest (executive producer), Iain Paterson (supervising producer), Ronald A. Weinberg (producer), Chloe Brown (writer), Nickelodeon Network                                                                                      | Номінація |
| 1995 | CableACE            | CableACE Awards                              | Children's Series — 7 and Older                                              | Micheline Charest (executive producer), D.J. MacHale (executive producer/director), Iain Paterson (supervising producer), Ronald A. Weinberg (producer), Jean-Marie Comeau (director), Ron Oliver (director/writer), Scott Peters (writer), Gerald Wexler (writer), Nickelodeon Network | Номінація |
| 1995 | Gold Hugo           | Chicago International Film Festival          | Best Direction, Children's Television                                        | David Winning | Перемога  |
| 1995 | Gold Award          | WorldFest Houston                            | Television Series Direction                                                  | David Winning | Перемога  |
| 1994 | Gold Hugo           | Chicago International Film Festival          | Best Direction, Children's Television                                        | David Winning | Перемога  |
| 1994 | Bronze Plaque Award | Columbus International Film & Video Festival | Direction, Children's Television                                             | David Winning | Перемога  |
| 1994 | Gemini              | Gemini Awards                                | Best Youth Program or Series                                                 | | Номінація |
| 1994 | Bronze Award        | WorldFest Houston                            | Television Series Direction                                                  | David Winning | Перемога  |
| 1993 | Young Artist Award  | Young Artist Awards                          | Outstanding Performers in a Childrens Program                                | Jason Alisharan, Rachel Blanchard, Ross Hull, Nathaniel Moreau, Raine Pare-Coull, Jodie Resther, Jacob Tierney | Номінація |